# 孫仁 (成化進士)
孫仁（1429年—1499年），字偉德，江西臨江府新淦縣人，民籍，明朝政治人物。

## 生平
成化四年（1468年）戊子科江西鄉試第十名舉人，五年（1469年）己丑科進士。授刑部主事，升員外郎、郎中，十四年（1478年）任常州府知府，二十三年（1487年）二月升浙江右参政，弘治元年（1488年）十月升陕西右布政使，四年三月升河南左布政使，七年七月官至都察院右副都御史、巡撫寧夏，九年六月因病请求致仕，十二年五月卒。

## 家族
曾祖孫人立；祖父孫仕賓；父孫肇鼎。